# Herbert Breiteneder
Herbert Breiteneder (Gmünd, 1953. november 25. – Wolfsberg, 2008., április 5.) osztrák ralikrossz-, majd ralipilóta.
Gépjárműtechnikusként tanult, de mellette pl. négy évig hobbi szinten orgonán is játszott.

## Ralikrossz
Tanulmányait követően hamar, már az 1970-es évek elején a ralikrossz szakágban versenyzett egy 1300 cm³-es VW Käfer (bogár) volánja mögött. 1988-ban VW Golf GTi 16V-t terelgetett, majd 1989-től egy 650 LE-s, valaha Walter Röhrl által is vezetett gyári Audi Sport Quattro S1-gyel indult a ralikrosszban. Két év sikertelen küzdelme után (az 1989-es Belga Ralikrossz EB futamon pl. hatalmasat bukott) áttért a rali szakágba.
Breiteneder kétszeres FIA – Európa-bajnoki címet ért el ralikrosszban, 1987-ben hazájában még Gerhard Berger Formula–1 pilóta előtt az év sportolója lett.

## Rali
Az 1991-es Semnperit Rally rendezvényen debütált. Az utóbbi években fiával, Patrickkal egy több, mint 250 Le-s  2000 ccm-es Seat Ibiza Kit Car  versenyautóval mentek.
Herbert Breitendert 2008. április 5-én az osztrák Wolfsberg mellett megrendezett Lico–Lavanttal Rally nevű versenyen halálos baleset érte, amikor tisztázatlan körülmények között lesodródott az útról és a töltés alján levő fák közé csapódott. Navigátora Marco Mayrhofer könnyebb sérüléseket szenvedett. Herbert Breiteneder 54 éves volt.